# Eurileònida

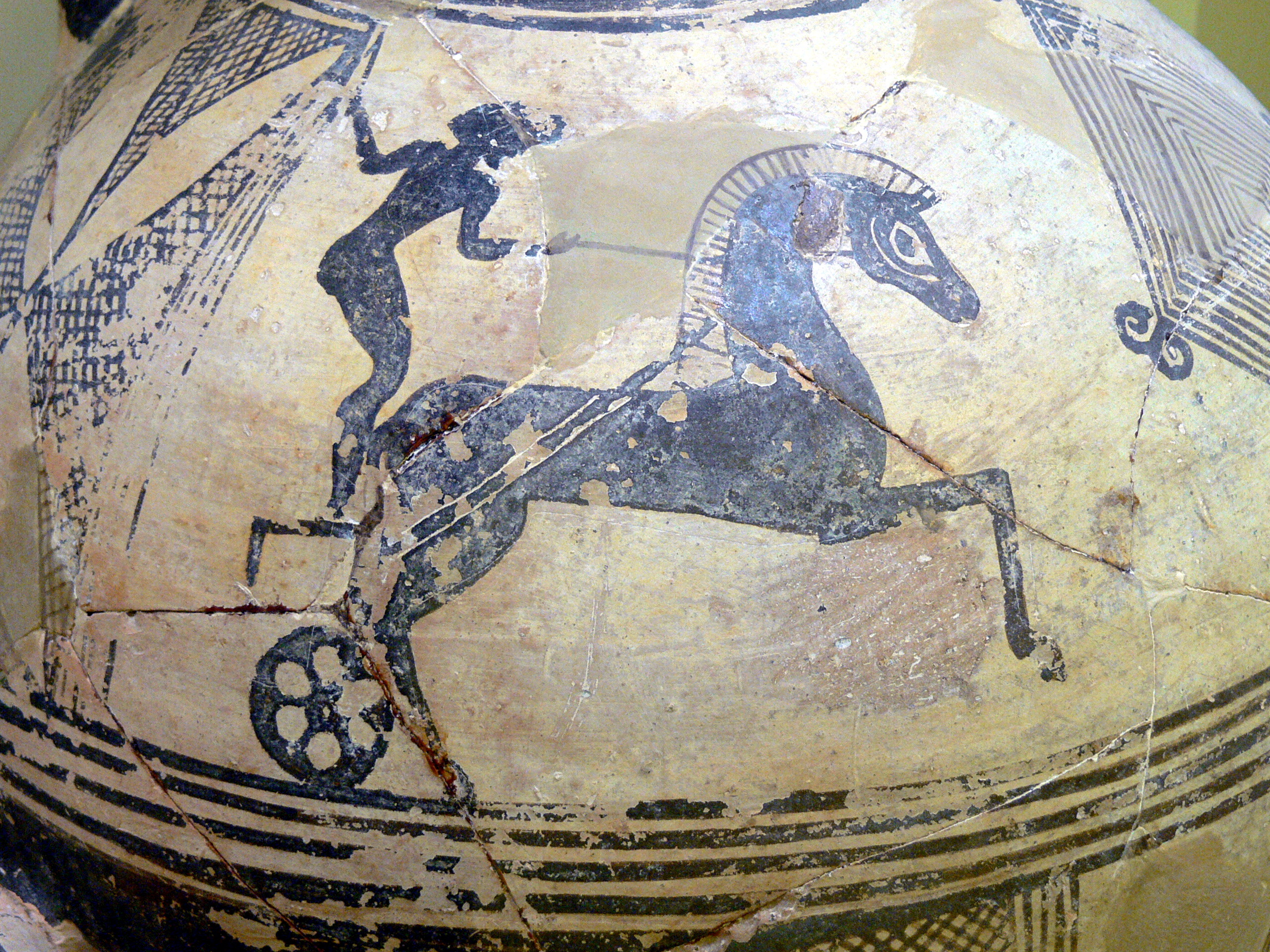
Representació d'una cursa de carros en una hidria d'argila.

Eurileònida (grec antic: Ευρυλεωνίς; Esparta, fl. c. 370 aC) va ser una famosa dona de l'antiga Grècia que participava en curses de carros.
Eurileònida era una atleta d'Esparta que va guanyar les curses de carros de dos cavalls (συνωρὶς, 'synorís') dels Jocs Olímpics Antics de l'any 368 aC. Hom si refereix de vegades com a princesa, dona rica i criadora de cavalls.
Eurileònida va ser la segona dona stephane ('portadora de la corona') en la llarga història dels Jocs Olímpics de l'antiguitat. Vint-i-quatre anys abans, la seva predecessora, la princesa espartana Cinisca, havia guanyat les curses de carros de quatre cavalls (τέθριππον, 'tethrippon') en 396 aC i novament en 392 aC, sent la primera dona que va guanyar als Jocs Olímpics de l'antiguitat.
És probable que aquestes dones siguin totes patrouchoi, o filles d'un home que no tenia hereus masculins, cosa que explicaria per què podien tenir tantes propietats.

## Estàtua de bronze
Segons l'escriptor grec Pausànias (c. 110-180), es va erigir una estàtua d'Eurileònida a Esparta al voltant del 368 aC. És una de les poques estàtues de bronze que ha sobreviscut a qualsevol lloc del món grec i, per escrit, no hi ha estàtues personals d'atletes o militars victoriosos a Esparta abans de l'estàtua d'Eurileònida.
Segons els lacedemonis, l'estàtua d'Eurileònida es trobava a prop de l'Skenôma, o tenda de campanya. Un altre escriptor també va descriure que l'estàtua estava a prop d'una tenda de campanya, que s'ha suggerit ser el petit edifici que esmenta Tucídides com el lloc on es va refugiar el rei Pausànies d'Esparta.
També es diu que l'estàtua es trobava al temple d'Afrodita a Esparta.